# Ira Murchison
Ira James Murchison (Chicago, 6 febbraio 1933 – Harvey, 28 marzo 1994) è stato un velocista statunitense.

## Biografia
Nato a Chicago, Ira Murchison si distingue subito per le sue eccezionali doti da velocista. Nel 1956, prima dei Giochi olimpici di Melbourne eguaglia il record mondiale dei 100 metri piani. Al meeting di Berlino, il 4 agosto 1956, stabilisce il nuovo record in 10"1.
Favorito per i Giochi olimpici dello stesso anno, delude un po' piazzandosi quarto dietro i suoi connazionali Bobby Joe Morrow e Thane Baker e l'australiano Hector Hogan. Qualche giorno dopo la finale, però, si riscatta e riesce ad ottenere la medaglia d'oro olimpica nella staffetta 4×100 metri con i connazionali Baker, King e Morrow, stabilendo il nuovo record mondiale in 39"5.
Nel 1957 migliora il record mondiale nelle 100 iarde in 9"3. Ai Giochi panamericani del 1963 a San Paolo arriva terzo sui 100 m piani e primo nella staffetta 4×100 m.
Negli anni '70 Murchison ha allenato la squadra femminile di atletica leggera di Chicago, tra cui anche Rosalyn Bryant. È morto di cancro all'età di 61 anni, il 28 marzo 1994 ad Harvey nell'Illinois.

## Palmarès
| Anno | Manifestazione      | Sede      | Evento      | Risultato | Prestazione | Note            |
| ---- | ------------------- | --------- | ----------- | --------- | ----------- | --------------- |
| 1956 | Giochi olimpici     | Melbourne | 100 m piani | 4º        | 10"6        |                 |
| 1956 | Giochi olimpici     | Melbourne | 4×100 m     | Oro       | 39"5        | Record mondiale |
| 1963 | Giochi panamericani | San Paolo | 100 m piani | Bronzo    | 10"62       |                 |
| 1963 | Giochi panamericani | San Paolo | 4×100 m     | Oro       | 40"40       |                 |